# Carl Albert von Passow

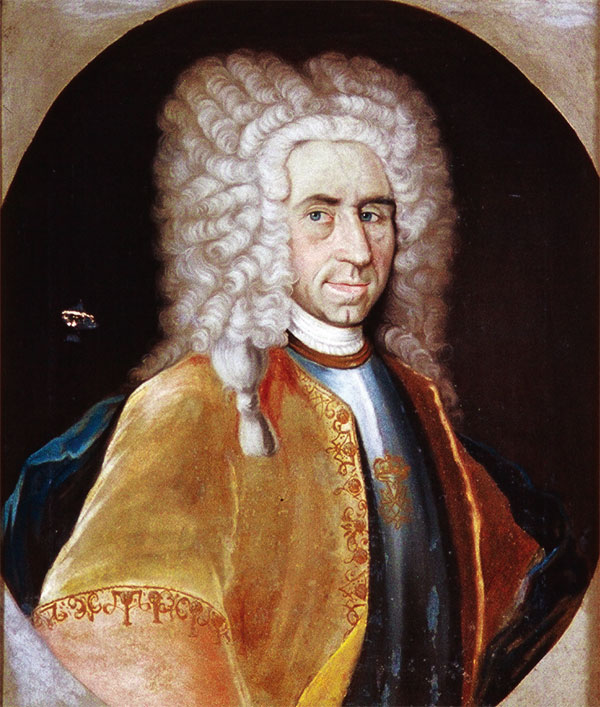
Carl Albert von Passow; unbekannter Maler; Original in Festung Vardøhus

Carl Albert von Passow, auch Passau, Passaw (* 4. Dezember 1682 in Rühn bei Bützow; † 14. September 1757 in Kopenhagen) war ein deutscher Oberst in dänischen Diensten sowie Festungskommandant der Festung Vardøhus in der norwegischen Provinz Finnmark. Er übernahm zudem in Personalunion die Aufgaben des königlichen Postmeisters in Vardø.

## Herkunft und Familie
Passow war der vierte Sohn des Amtsschreibers und Unterförsters Hans Passow († 1693) im Kloster Rühn. Die Familie Passow stammte ursprünglich aus Doberan und betätigte sich im 17. Jahrhundert als Hopfenbauern und Holzvögte im Dienst des Klosters Doberan. Eine Verwandtschaft zur uradeligen mecklenburgischen Familie von Passow auf Passow und Zidderich besteht nicht.
Vier seiner Brüder schlugen ebenfalls Militär- und Ministerialkarrieren ein: Wachtmeisterleutnant Hans Jürgen Passow († 1735) auf der Festung Dömitz, Oberstleutnant Christian Albrecht von Passow (1676-1755) auf der Festung Rendsburg, dänischer Leutnant Johann Jochim Passow (1685-1752) sowie Kammerrat und Hauptamtmann Jacob Passow (1688-1762) in Güstrow.
Carl von Passow war verheiratet mit Dorothea Maria de Coucheron († 1775), eine Tochter des Oberstleutnants Iver de Coucheron. Aus der am 18. Februar 1722 in Ringebu geschlossenen Ehe gingen folgende Nachkommen hervor:
- Johann Friedrich von Passow (~1723, † 1754), dänischer Premierleutnant
- Bertha Cathrine Marie von Passow (~1724, † 1754)
- Sophia Elisabeth von Passow (1725-1726)
- Iver Theodor von Passow (1727-), dänischer Premierleutnant
- Maria Elisabeth von Passow (1728-)
- Christian Albrecht von Passow (1732-1777), dänischer Etatsrat, Konsul und Premierleutnant, ⚭ mit Anna Catharina von Passow, geb. von der Lühe

- Hans Jürgen von Passow (1735-1786), dänischer Premierleutnant und Kammerrat

## Militärkarriere
Seine Militärkarriere begann Passow im Jahr 1711 als Adjutant im dänischen Marineregiment und avancierte 1716 zum Premierleutnant der 7. Kompanie unter Kompaniechef Hermann Weinigel. Im August 1718 wechselte er von den See- zu den Landstreitkräften und wurde zum Kompaniechef der Nordre Gudbrandsdalske Kompanie des 1. Opplandischen Nationalen Infanterie-Regiments befördert. Im Juni 1730 übernahm er die Führung der Solørske Kompanie und avancierte im November 1730 zum Sekundmajor. Im April 1735 erklärte Passow seinen vorübergehenden Abschied und zog nach Kopenhagen.
Mit Wirkung zum 3. Oktober 1738 wurde Passow zum ersten Festungskommandanten der neu errichteten Festung Vardøhus ernannt und in den Rang eines Oberstleutnant befördert. Durch die lange Anreise aus Kopenhagen traf Passow jedoch erst am 20. Juni 1739 ein.
Im September 1744 avancierte er zum Oberst und schied schließlich im August 1755 aus dem aktiven Militärdienst aus. Seine Pension betrug 200 Reichstaler.

## Festung Vardøhus
Die neu errichtete Festung Vardøhus wurde nach vierjähriger Bauzeit unter der Leitung von Ingenieurkapitän Michael Sundt im Jahr 1738 fertiggestellt und galt als eine der modernsten und fortschrittlichsten Festungsanlagen ihrer Zeit. Zentrale Aufgabe der Festungsbesatzung war, Dänemark-Norwegen gegen das Russische Kaiserreich sowie das Königreich Schweden zu verteidigen. Eine starke militärische Präsenz war in dem umstrittenen und unsicheren Grenzgebiet aus Sicht der dänischen Krone zwingend notwendig, da die Grenzen zu Schweden resp. Russland erst im Jahr 1751 resp. 1826 festgelegt wurde.